# 24 часа (телесериал)
«24 часа» (англ. 24) — американский драматический телесериал, снятый Imagine Television совместно с 20th Century Fox. В центре сюжета стоит вымышленная спецслужба КТП (CTU) и её сотрудник Джек Бауэр (Кифер Сазерленд). «24 часа» снимается с 2001 года и достиг высокой популярности. К сериалу было выпущено множество спин-оффов и рекламных продуктов — короткие телесериалы, книги, комиксы, игры (настольные, компьютерные и для мобильных телефонов, коллекционная карточная игра), игрушки и даже напитки.
Седьмой сезон сериала «24 часа» начался 11 января 2009 года. Его трансляция была задержана на год из-за забастовки сценаристов США, для того, чтобы выпустить все 24 серии без перерывов. 28 марта 2010 года исполнительный продюсер сериала сообщил, что руководители телеканала FOX приняли решение закрыть популярный сериал. Джон Кассар на своей страничке в твиттере написал: «Новости со съёмочной площадки 24. Команде сериала сообщили, что сериал 24 подошёл к концу. Девятого сезона не будет. Это была хорошая работа, спасибо всем, кто смотрел наш сериал». В начале месяца телеканал NBC хотел выкупить у FOX права на показ «24 часа», но переговоры зашли в тупик. 24 мая 2010 г. был показан последний эпизод 8 сезона.
В мае 2013 года канал Fox официально объявил о воскрешении шоу в качестве мини-сериала из 12 эпизодов, выход которого состоялся 5 мая 2014 года на телеканале Fox. Последняя серия вышла 14 июля 2014 года. В 2016 году стало известно, что культовый телесериал «24 часа» будет перезапущен с новыми персонажами. Сериал получил новый подзаголовок «24 часа: Наследие». Премьерный показ состоялся 5 февраля 2017 года.
«24 часа» завоевал широкое признание критиков, получил высокие оценки и был признан одним из лучших американских телесериалов. Сериал был удостоен множества наград, среди которых 21 прайм-таймовых премия «Эмми», два «Золотых глобуса», четыре премии Гильдии киноактёров США, одна премия Гильдии сценаристов США, одна премия Гильдии режиссёров Америки, одна премия Гильдии продюсеров США, пять премий «Спутник» и две премии Ассоциации телевизионных критиков. За исполнение главной роли Кифер Сазерленд получил премии «Эмми», «Золотой Глобус» и «Спутник».

## Сюжет
1-й сезон. События первого сезона начинаются и заканчиваются в полночь и происходят в Лос-Анджелесе, в день первичных выборов Калифорнии в президенты. Джек Бауэр, директор КТО, должен защитить сенатора от Калифорнии и кандидата в президенты Дэвида Палмера от планируемого убийства и спасти свою семью (жену и дочь) от ответственных за заговор и мстящих за причастность Джека и Дэвида Палмера к тайной военной миссии на Балканах.
2-й сезон. Спустя 18 месяцев после первого сезона, события второго сезона начинаются и заканчиваются в 8:00 утра. Джек, ушедший из КТО, должен вернуться и, используя только имеющееся у него оружие, предотвратить взрыв ядерной бомбы в Лос-Анджелесе, затем помочь президенту Дэвиду Палмеру найти ответственных за угрозу теракта и доказательства, чтобы помешать возникновению международного военного конфликта.
3-й сезон. Спустя 3 года после событий второго сезона, события третьего сезона начинаются и заканчиваются в 13:00. На этот раз день Джека Бауэра проходит при сильной ломке от героиновой зависимости. Джек, работая под прикрытием, должен вернуть доверие террористов и организовать для них покупку смертельного вируса с целью предотвращения терактов на территории США.
4-й сезон. Спустя 18 месяцев после событий третьего сезона, события четвёртого сезона начинаются и заканчиваются в 7:00 утра. Джек должен спасти похищенных террористами министра обороны Хеллера, своего нового начальника, и дочь Хеллера, Одри Рэйнс, с которой у Джека романтические отношения. После их спасения эти же террористы продолжают нападение на Америку. Чтобы остановить их, Джек вынужден применять жестокие методы, которые будут иметь последствия в дальнейшем и для Джека и для США.
5-й сезон. Спустя 18 месяцев после событий четвёртого сезона, события пятого сезона начинаются и заканчиваются в 7:00 утра. Все считают Джека мёртвым, кроме нескольких из его самых близких друзей. Он живёт с новой женщиной и её сыном, ничего не знающих о его настоящей профессии, и работает простым рабочим на нефтеперегонном заводе. Террористы из неназванной кавказской республики пытаются украсть смертельный нервно-паралитический газ, чтобы получить возможность нанесения удара по Москве с целью принудить российского Президента признать независимость их республики. Выясняется также, что с террористами сотрудничает высокопоставленный сотрудник Администрации Президента США, который оправдывает свои действия попыткой защитить американские нефтяные интересы в Азии. Джек Бауэр вынужден обнаружить себя, чтобы остановить их и раскрыть правительственный заговор…
6-й сезон. Спустя 20 месяцев после событий пятого сезона, события шестого сезона начинаются и заканчиваются в 6:00 утра. После длительных переговоров, Джека, сидевшего в китайской тюрьме в течение двадцати месяцев, вызволяют из неё. В результате заговора террористов, в США попадают пять ядерных мини-устройств в виде чемоданчиков, и Джек, измученный пытками в тюрьме, с пострадавшей психикой, должен остановить их. Затем Джек должен не допустить попадания в руки китайцев микросхемы ядерного устройства, разработанного в СССР, чтобы предотвратить конфликт между США и Россией.
Искупление. Искупление — фильм, представленный 23 ноября 2008 года на американском телевидении, соединяет промежуток между событиями шестого и седьмого сезонов телесериала 24. Действия происходят частично в южной Африке (в вымышленной Сангале), где Джек, скрываясь от американских властей и пытаясь отдохнуть, оказывается вовлечённым в военный переворот. Тем временем в Соединённых Штатах проходит День Инаугурации нового президента Эллисон Тэйлор.
7-й сезон. Спустя 4 года после событий шестого сезона, события седьмого сезона начинаются и заканчиваются в 8:00 утра, действия происходят в Вашингтоне. Сезон начинается с масштабных террористических актов, осуществлённых террористами, проникнувшими через защитный брандмауэр в правительственную компьютерную инфраструктуру Америки, и ответственных также за конфликт в Сангале. Сезон показывает первую женщину-президента Эллисон Тэйлор, в нём появляются герои из прошлых сезонов. На этот раз Джек Бауэр помогает в расследованиях ФБР, так как КТО было закрыто.
8-й сезон. После событий седьмого сезона прошло 18 месяцев. Восьмой сезон начинается в 16 часов. Действие происходит в Нью-Йорке. КТО воссоздано. Вылечившийся Джек собирается улететь в Лос-Анджелес вместе со своей дочерью Ким, её мужем и дочкой Тери. Однако в его дверь стучится бывший информатор, у которого есть сведения об очередном готовящемся грандиозном теракте…
Проживи ещё один день. Прошло 4 года после событий восьмого дня оригинального сериала 24 часа. Действия разворачиваются в Лондоне, где готовится страшный теракт. Джек находится в бегах, его преследует ЦРУ, старые друзья теперь не на его стороне, но он готов пойти на всё ради предотвращения теракта, который может изменить мир навсегда…

## История создания

### Замысел
Идея создания сериала принадлежит исполнительному продюсеру Джоэлю Сурноу, который изначально хотел создать сериал с 24 эпизодами в сезоне. Каждый эпизод будет длиться час и происходить в течение одного дня. Он обсудил эту идею по телефону с продюсером Робертом Кокраном, чей первоначальный ответ был «Забудь об этом, это худшая идея, которую я когда-либо слышал, это никогда не сработает и будет слишком сложно». Они встретились на следующий день в IHOP в Вудленд-Хиллз, Лос-Анджелес, чтобы обсудить идею этого экшн-шпионского сериала, который бы использовал формат реального времени для создания драматического напряжения с «гонкой против часов».

### Визуальный стиль

Пример разделённого экрана с цифровыми часами. Второй эпизод пятого сезона.

В сериале «24 часа» использовалась концепция реального времени. Эта идея началась, когда продюсер Джоэл Сурноу подумал об идее сделать «24 эпизода в сезоне, причем каждый эпизод длится час». Они решили, что идея реального времени должна была сделать сериал «гонкой против часов». События каждого эпизода происходят в течение одного часа, и время продолжает идти во время рекламных пауз. Точное время обозначается цифровыми часами в начале и конце каждого сегмента.
Так как события происходят в реальном времени, в «24 часа» не используется эффект замедленной съёмки. Сериал также не использует флэшбэки, за исключением одного раза во время финала первого сезона. Просмотр всех эпизодов одного сезона «24 часа» без рекламы занимает около 17 часов.
Также основным элементом, используемым в сериале, была идея тикающих часов. Это изначально исходило от Джоэла Сурноу, который хотел, чтобы зрители всегда знали, какое время было в вымышленной временной шкале сериала. В редких случаях используются бесшумные часы. Это обычно происходит после смерти основного персонажа или иного драматического события.

### Подбор актёров
На роль Джека Бауэра Сурноу, Кокран и менеджеры Fox рассматривали не менее 30 актёров, включая Джеффа Голдблюма, однако они не оправдали их ожиданий. Канадца Кифера Сазерленда, который к тому времени был известен в основном как актёр поколения молодёжных фильмов, порекомендовал режиссёр Стивен Хопкинс. На роль Бауэра также прослушивались Ричард Бёрги и Карлос Бернард, которым позже достались роли Кевина Керрола и Тони Алмейда, соответственно.
Во время съёмок пятого сезона Кифер Сазерленд подписал контракт на съёмки в ещё трёх сезонах. Сумма контракта составила 40 миллионов, что делало его на тот момент самым высокооплачиваемым актёром на американском телевидении. В отличие от Сазерленда, другие актёры получали контракты сроком не более одного года, которые затем продлевались, если это необходимо.

### Места съёмок
Съёмки первых шести сезонов сериала проводилось в Лос-Анджелесе и его окрестностях. Другие локации, такие как Вашингтон, также были показаны в четвёртом, шестом и седьмом сезонах. Восьмой сезон снимался в Нью-Йорке, а действие телефильма Искупление, снятого в Южной Африке, происходило в основном в вымышленной африканской стране Сангале.
Основное место действия сериала — вымышленный контр-террористический отдел (КТО). В его состав входят два основных департамента: Департамент полевых операций, который предусматривает борьбу с подозреваемыми и их задержание, и Отдел связи, который занимается сбором разведывательных данных и оказывает помощь тем, кто работает в рамках полевых операций. Филиалы КТО создаются в различных городах, причем эти подразделения подчиняются «отделам», а отделы подчиняются «округу». В то время как сам КТО является вымышленным агентством, со времени дебюта сериала на телевидении появилось несколько образований со схожими названиями или обязанностями, как, например, Национальный центр по борьбе с терроризмом.
Сюжетные линии, посвящённые президентам США, часто происходят за пределами Овального кабинета и Белого дома, например, в гостиницах или бункерах. Создатели таким образом хотели придать сериалу индивидуальность по сравнению с конкурентами.

### Съёмки
Пилотный эпизод «24 часа» был передан каналу Fox, который сразу же купил его, посчитав, что идея сериала была той, которая «продвинет форму телевидения вперед». Эпизод имел бюджет 4 миллиона долларов; съёмки начались в марте 2001 года. Первоначально сериал должен был сниматься в Торонто, но из-за изменчивости канадской погоды местом съёмок был выбран Лос-Анджелес.
Из-за разного времени дня и ночи времён года и начала истории в полночь возникли материально-технические проблемы во время съёмок первого сезона. По этой причине действие следующих сезонов уже не начиналось ночью. Среднее время съёмок одного сезона длилось девять месяцев. Сцены, происходящие в одном и том же месте, но предназначенные для разных эпизодов, часто снимались одновременно.
Бюджет пилотного эпизода составлял примерно 4 миллиона долларов, а для других эпизодов первого сезона — в среднем около 1,5 миллиона долларов. Эпизоды второго сезона были предусмотрены в бюджете в среднем на 2,2 миллиона долларов. К восьмому сезону бюджет вырос до 5 миллионов долларов за эпизод, примерно в два раза больше, чем другие драматические сериалы американских телесетей.

### Операторские решения
При съёмках сериала создатели стремились располагать все камеры на уровне глаз, для того чтобы придать более высокий уровень реализма.
С самого начала сериал снимался в формате 16:9, что в то время было ещё необычным для телесериалов. По крайней мере, до пятого сезона съёмки велись преимущественно на 35-мм плёнку. Тем не менее, — впервые в последнем эпизоде четвёртого сезона — некоторые сцены были сняты с использованием цифровых камер высокого разрешения.
Чтобы добиться того, чтобы все сцены каждого эпизода выглядели так, словно сняты в один и тот же день, операторы создавали кадры с низким контрастом и выполняли обширную работу по цветокоррекции. Особенно актуально это было для наружной съёмки и спецэффектов. Ответственной за цветокоррекцию, композицию и простые визуальные эффекты была калифорнийская компания Level 3 Post. Реализация более сложных эффектов была поручена различным фирмам в районе Лос-Анджелеса. Среди них были компании Zoic Studios, которые создали ядерный гриб, показанный в шестом сезоне, и Stargate Studios.

## В ролях
| Актёр/актриса          | Персонаж         | Сезоны    | Сезоны    | Сезоны    | Сезоны    | Сезоны    | Сезоны    | Сезоны    | Сезоны    | Сезоны    | Сезоны    | Кол-во эпизодов |
| Актёр/актриса          | Персонаж         | 1         | 2         | 3         | 4         | 5         | 6         | R         | 7         | 8         | LAD       | Кол-во эпизодов |
| ---------------------- | ---------------- | --------- | --------- | --------- | --------- | --------- | --------- | --------- | --------- | --------- | --------- | --------------- |
| Кифер Сазерленд        | Джек Бауэр       | Постоянно | Постоянно | Постоянно | Постоянно | Постоянно | Постоянно | Постоянно | Постоянно | Постоянно | Постоянно | 205             |
| Лесли Хоуп             | Тери Бауэр       | Постоянно |           |           |           |           |           |           |           |           |           | 24              |
| Сара Кларк             | Нина Майерс      | Постоянно | Период.   | Период.   |           |           |           |           |           |           |           | 37              |
| Элиша Катберт          | Ким Бауэр        | Постоянно | Постоянно | Постоянно |           | Период.   |           |           | Период.   | Период.   |           | 79              |
| Деннис Хэйсберт        | Дэвид Палмер     | Постоянно | Постоянно | Постоянно | Период.   | Период.   |           |           |           |           |           | 80              |
| Карлос Бернард         | Тони Алмейда     | Период.   | Постоянно | Постоянно | Период.   | Постоянно |           |           | Постоянно |           | Гость     | 115             |
| Пенни Джонсон Джеральд | Шерри Палмер     | Период.   | Постоянно | Период.   |           |           |           |           |           |           |           | 45              |
| Ксандер Беркли         | Джордж Мейсон    | Период.   | Постоянно |           |           |           |           |           |           |           |           | 27              |
| Эрик Бальфур           | Майло Прессман   | Период.   |           |           |           |           | Постоянно |           |           |           |           | 28              |
| Сара Уинтер            | Кейт Уорнер      |           | Постоянно | Гость     |           |           |           |           |           |           |           | 25              |
| Рейко Эйлсворт         | Мишель Десслер   |           | Период.   | Постоянно | Период.   | Гость     |           |           |           |           |           | 62              |
| Джеймс Бэдж Дейл       | Чейз Эдмундс     |           |           | Постоянно |           |           |           |           |           |           |           | 24              |
| Мэри Линн Райскаб      | Хлоя О’Брайан    |           |           | Период.   | Период.   | Постоянно | Постоянно |           | Постоянно | Постоянно | Постоянно | 137             |
| Д. Б. Вудсайд          | Уэйн Палмер      |           |           | Период.   |           | Период.   | Постоянно |           |           |           |           | 48              |
| Ким Рейвер             | Одри Рейнс/Будро |           |           |           | Постоянно | Постоянно | Период.   |           |           |           | Постоянно | 64              |
| Альберта Уотсон        | Эрин Дрисколл    |           |           |           | Постоянно |           |           |           |           |           |           | 12              |
| Лана Паррия            | Сара Гэвин       |           |           |           | Постоянно |           |           |           |           |           |           | 12              |
| Роджер Кросс           | Кёртис Мэннинг   |           |           |           | Постоянно | Постоянно | Период.   |           |           |           |           | 44              |
| Уильям Дивейн          | Джеймс Хеллер    |           |           |           | Постоянно | Период.   | Период.   |           |           |           | Постоянно | 32              |
| Джеймс Моррисон        | Билл Бьюкенен    |           |           |           | Период.   | Постоянно | Постоянно |           | Постоянно |           |           | 64              |
| Грегори Итцин          | Чарльз Логан     |           |           |           | Период.   | Постоянно | Период.   |           |           | Период.   |           | 44              |
| Луис Ломбарди          | Эдгар Стайлз     |           |           |           | Период.   | Постоянно |           |           |           |           |           | 37              |
| Джин Смарт             | Марта Логан      |           |           |           |           | Постоянно | Гость     |           |           |           |           | 24              |
| Карло Рота             | Моррис О’Брайан  |           |           |           |           | Период.   | Постоянно |           | Период.   |           |           | 29              |
| Джейн Аткинсон         | Карен Хэйз       |           |           |           |           | Период.   | Постоянно |           |           |           |           | 30              |
| Питер Макникол         | Том Леннокс      |           |           |           |           |           | Постоянно | Гость     |           |           |           | 25              |
| Марисоль Николс        | Надиа Яссир      |           |           |           |           |           | Постоянно |           |           |           |           | 24              |
| Реджина Кинг           | Сандра Палмер    |           |           |           |           |           | Постоянно |           |           |           |           | 9               |
| Боб Гантон             | Итан Кэнин       |           |           |           |           |           | Период.   | Постоянно | Постоянно | Период.   |           | 32              |
| Черри Джонс            | Эллисон Тейлор   |           |           |           |           |           |           | Постоянно | Постоянно | Постоянно |           | 44              |
| Колм Фиори             | Генри Тейлор     |           |           |           |           |           |           | Постоянно | Постоянно |           |           | 13              |
| Энни Вершинг           | Рене Уокер       |           |           |           |           |           |           |           | Постоянно | Постоянно |           | 37              |
| Джеффри Нордлинг       | Ларри Мосс       |           |           |           |           |           |           |           | Постоянно |           |           | 19              |
| Риз Койро              | Шон Хиллинджер   |           |           |           |           |           |           |           | Постоянно |           |           | 10              |
| Джанин Гарофало        | Дженис Голд      |           |           |           |           |           |           |           | Постоянно |           |           | 21              |
| Анил Капур             | Омар Хассан      |           |           |           |           |           |           |           |           | Постоянно |           | 15              |
| Майкелти Уильямсон     | Брайан Гастингс  |           |           |           |           |           |           |           |           | Постоянно |           | 17              |
| Кэти Сакхофф           | Дана Уолш        |           |           |           |           |           |           |           |           | Постоянно |           | 20              |
| Крис Диамантопулос     | Роб Уайсс        |           |           |           |           |           |           |           |           | Постоянно |           | 12              |
| Джон Бойд              | Арло Гласс       |           |           |           |           |           |           |           |           | Постоянно |           | 24              |
| Фредди Принц — младший | Коул Ортис       |           |           |           |           |           |           |           |           | Постоянно |           | 24              |
| Ивонн Страховски       | Кейт Морган      |           |           |           |           |           |           |           |           |           | Постоянно | 12              |
| Тейт Донован           | Марк Будро       |           |           |           |           |           |           |           |           |           | Постоянно | 12              |
| Гбенга Акиннагбе       | Эрик Риттер      |           |           |           |           |           |           |           |           |           | Постоянно | 11              |
| Джайлс Мэтти           | Джордан Рид      |           |           |           |           |           |           |           |           |           | Постоянно | 9               |
| Майкл Уинкотт          | Эдриан Кросс     |           |           |           |           |           |           |           |           |           | Постоянно | 10              |
| Бенджамин Брэтт        | Стив Наварро     |           |           |           |           |           |           |           |           |           | Постоянно | 10              |

## Тематика

### Проблема нравственного выбора
В сериале постоянно возникают ситуации, когда персонажи сталкиваются с проблемами, для которых, похоже, есть только решения с недостатками, другими словами, они стоят перед моральным выбором. Персонажи часто должны принимать решения, которые противоречат их личным убеждениям. Например, в третьем сезоне террорист Сондерс ставит президента Палмера перед выбором либо убить главу КТО Шаппелля, либо рисковать жизнью большого количества людей, вынудив Сондерса выпустить смертельный вирус. Палмер в конце концов выбирает смерть Шаппелля и таким образом, жертвует только одной жизнью, а не миллионами.

### Применение пыток
Частое использование «сценария тикающей бомбы» в сюжетных линиях, а также применение пыток главным героем, Джеком Бауэром как нормальных, эффективных и приемлемых были подвергнуты критике со стороны правозащитников, военных чиновников и экспертов в области допросов с обеспокоенностью тем, что молодые американские солдаты имитировали методы, показанные в сериале. В ответ на эти опасения представители американских военных встретились с создателями сериала. Отчасти в результате этих дискуссий, а также призыва военных к создателям шоу смягчить сцены пыток, поскольку это оказывало влияние на американские войска, в последующих сезонах сериала количество пыток уменьшилось. Однако авторы заявили, что они уменьшили количество сцен пыток не в качестве уступки, а потому, что это начало подавлять повествование.
Как отмечает Изабель Пинедо, Джек Бауэр в сериале никогда не получает разрешения на пытки, но в исключительных случаях получает молчаливое одобрение от президента США. Продюсеры понимали, что «сценарий тикающей бомбы» нереален, как уверял сценарист Роберт Кокран: «большинство экспертов по терроризму скажут вам, что ситуация с „тикающей бомбой“ никогда или редко возникает в реальной жизни. Но в нашем сериале она происходит каждую неделю».
Вопрос о пытках в сериале обсуждался президентом Биллом Клинтоном, который заявил, что не считает, что в политике США есть место для пыток, но «если вы такой человек, как Джек Бауэр, вы будете делать все, что возможно и должны быть готовы принять последствия».

## Реакция

### Критика и отзывы
На протяжении всего своего существования «24 часа» часто цитировался критиками как один из лучших телевизионных сериалов. Американский институт киноискусства называл «24 часа» в числе 10 лучших телесериалов в 2003, 2005 и 2006 годах.
Качество актёрской игры было особо отмечено критиками. Роберт Бьянко из USA Today описал Кифера Сазерленда как незаменимого в сериале, и что у него было «отличное, недопетое исполнение». «Командное» выступление Денниса Хейсберта в роли Дэвида Палмера приветствовали критики, некоторые полагали, что персонаж помог кампании Барака Обамы. Дэвид Леонхарт из New York Times похвалил изображение президента Чарльза Логана Грегори Ицина, сравнив его персонажа с бывшим президентом США Ричардом Никсоном.
Применение пыток и негативное изображение мусульман повлияли на решения некоторых актёров, которые намеревались присоединиться к сериалу. Джанин Гарофало, которая играла Дженис Голд в сериале, первоначально отказалась от роли из-за того, как сериал изображал пытки, но позже согласилась на роль, сказав, что «быть безработным и быть польщённым тем, что кто-то хочет работать со мной, перевешивает мою позицию». Шохре Агдашлу, которая сыграла роль Дины Араз, первоначально имела оговорки относительно принятия роли, поскольку она изначально чувствовала, что принятие роли мусульманского террориста оттолкнёт людей, которые поддерживают её как активиста, поскольку она провела много лет в Иране, защищая права женщин и борясь против стереотипов мусульманских американцев. Однако она взяла на себя роль, поскольку она чувствовала, что люди поймут, что сериал был вымышленным. После финальной серии Los Angeles Times охарактеризовала сериал как «эпическую поэму, с Джеком Бауэром в роли Одиссея или Беовульфа. А это значит, что ему нужно было сражаться с монстрами, а не с порядочными людьми, которые приняли одно очень плохое решение». Критик продолжал говорить, что злодей Чарльз Логан заключил в себе все то, против чего так долго боролись Джек и 24 часа: политическую коррупцию и трусость, нарциссизм, манию величия, безжалостность и глупость.
Сериал 24 часа непосредственно затрагивает терроризм как «больную» тему в США. При этом во многих сериях антитеррористическая организация КТО (CTU) прибегает к пыткам для получения информации от подследственных, что вызывает критику.
В то же время телесериал «24 часа» был удостоен множества премий и был многократно номинирован в различных категориях. Журнал Empire поставил «24 часа» на 6 место в рейтинге лучших телепередач всех времён. Сериал уступил лишь таким шоу, как «Симпсоны», «Баффи», «Клан Сопрано», «Западное крыло» и «Остаться в живых».

### Награды и номинации
За всё время трансляции сериал «24 часа» участвовал в 255 номинациях и получил 69 наград. Американская телевизионная академия присудила сериалу 20 прайм-таймовых премий «Эмми», включая премию «Эмми» за лучший драматический сериал в 2006 году. Ассоциация телевизионных критиков в 2002 году назвала сериал «Программой года»; в том же году «24 часа» получил премию «Спутник» за лучший телевизионный драматический сериал. Голливудская ассоциация иностранной прессы в 2004 году наградила «24 часа» премией «Золотой глобус» за лучший драматический сериал. В 2006 году сериал награждён премией «Золотая Нимфа».
Съёмочная группа сериала была отмечена 1 премией Гильдии продюсеров США, 3 премиями Американской ассоциации монтажёров, 2 премиями Организации аудиомонтажёров кино. Сценаристов наградили 1 премией Гильдии сценаристов США.
Кифер Сазерленд за исполнение роли Джека Бауэра получил премию «Эмми» за лучшую мужскую роль в драматическом телесериале в 2006 году. Гильдия киноактёров США дважды наградила его за лучшую мужскую роль в драматическом сериале в 2003 и 2006 году. Сазерленд также был награждён премией «Спутник» за лучшую мужскую роль в драматическом сериале в 2002 и 2003 году. В 2002 году Голливудская ассоциация иностранной прессы вручила актёру премию «Золотой глобус» за лучшую мужскую роль в телевизионном драматическом сериале.

### Телевизионные рейтинги
| Сезон | Кол-во эпизодов | Первый эпизод сезона | Первый эпизод сезона          | Последний эпизод сезона | Последний эпизод сезона       | Средняя аудитория (в миллионах) |
| Сезон | Кол-во эпизодов | Дата                 | Кол-во зрителей (в миллионах) | Дата                    | Кол-во зрителей (в миллионах) | Средняя аудитория (в миллионах) |
| ----- | --------------- | -------------------- | ----------------------------- | ----------------------- | ----------------------------- | ------------------------------- |
| 1     | 24              | 6 ноября 2001 года   |                               | 21 мая 2002 года        |                               | 8.60                            |
| 2     | 24              | 29 октября 2002 года |                               | 20 мая 2003 года        |                               | 11.73                           |
| 3     | 24              | 28 октября 2003 года |                               | 25 мая 2004 года        | 12.31                         | 10.30                           |
| 4     | 24              | 9 января 2005 года   | 15.31                         | 23 мая 2005 года        | 12.23                         | 11.90                           |
| 5     | 24              | 15 января 2006 года  | 17.01                         | 22 мая 2006 года        | 13.75                         | 13.78                           |
| 6     | 24              | 14 января 2007 года  | 15.79                         | 22 мая 2007 года        | 10.30                         | 13.00                           |
| 7     | 24              | 11 января 2009 года  | 12.61                         | 18 мая 2009 года        | 9.65                          | 12.62                           |
| 8     | 24              | 17 января 2010 года  | 11.50                         | 24 мая 2010 года        | 9.31                          | 9.31                            |
| 9     | 12              | 5 мая 2014 года      | 8.08                          | 14 июля 2014 года       | 6.47                          | 6.33                            |

## Производные и сопутствующие проекты

### Издания на цифровых носителях
| Сезон | Сезон | Сезон | Дата выхода DVD  | Дата выхода DVD | Дата выхода DVD  | Дата выхода Blu-ray Disc | Дата выхода Blu-ray Disc |
| Сезон | Сезон | Сезон | Регион 1         | Регион 2        | Регион 4         | Регион A                 | Регион B                 |
| ----- | ----- | ----- | ---------------- | --------------- | ---------------- | ------------------------ | ------------------------ |
|       | 1     | 1     | 17 сентября 2002 | 14 октября 2002 | Декабрь 2002     |                          |                          |
|       | 2     | 2     | 9 сентября 2003  | 11 августа 2003 | 12 ноября 2003   |                          |                          |
|       | 3     | 3     | 7 декабря 2004   | 9 августа 2004  | 6 сентября 2004  |                          |                          |
|       | 4     | 4     | 6 декабря 2005   | 8 августа 2005  | Ноябрь 2005      |                          |                          |
|       | 5     | 5     | 5 декабря 2006   | 6 ноября 2006   | 6 декабря 2006   |                          |                          |
|       | 6     | 6     | 4 декабря 2007   | 1 октября 2007  | 18 сентября 2007 |                          |                          |
|       | 7     | 7     | 19 мая 2009      | 19 октября 2009 | 15 июля 2009     | 19 мая 2009              | 19 октября 2009          |
|       | 8     | 8     | 14 декабря 2010  | 8 ноября 2010   | 1 декабря 2010   | 14 декабря 2010          | 8 ноября 2010            |
|       | 9     | 9     | 30 сентября 2014 | 6 октября 2014  | 1 октября 2014   | 30 сентября 2014         | 1 октября 2014           |

### Спин-оффы
Спин-офф «Новичок» рассказывает о трудных буднях новичка КТО Джейсона Блэйна в исполнении Джереми Рея Валдеса (Jeremy Ray Valdez). Этот же актёр появляется в конце пятого сезона, в роли Тима Руни (Tim Rooney), молодого паренька, который помогает Джеку Бауэру проникнуть на подводную лодку. Всего было выпущено 12 «вебизодов».
«Конспирация» 12 одноминутных «мобизодов» (эпизодов для мобильных телефонов), также выпустили в 2005 году в США и Великобритании для мобильных телефонов в качестве рекламной кампании сериала «24 часа». История продолжает повествовать о событиях, связанных с КТО в Лос-Анджелесе.
Анимационный комикс «Нулевой день», выпущенный в 2007 году, представляет собой приквел к первому сезону сериала.

### Компьютерные игры
В 2006 году вышла игра 24: The Game.

## Адаптации

### 24 часа: Индия
4 октября 2013 года по 9 октября 2016 года вышел индийский сериал «24 часа: Индия». 2 сезон на 48 серий.

### 24 часа: Япония
9 октября 2020 года по 26 марта 2021 года вышел японский сериал «24 часа: Япония». 1 сезон на 24 серий.

### Другие
28 марта 2007 года американский мультсериала «Южный Парк» (11 сезон, 4 эпизод) эпизод под названием «The Snuke» («Мандомба»).
20 мая 2007 года американский мультсериала «Симпсоны» (18 сезон, 21 эпизод) эпизод под названием «24 Minutes» («24 минуты»).
25 апреля 2019 года ситком «Бруклин 9-9» (6 сезон, 14 серия) эпизод под названием «Ticking Clocks» («Тикающие часы»).
23 мая 2011 года мультсериал «Удивительный мир Гамбола» (1 сезон, 5 серия) эпизод под названием «End» («Конец света»).
23 февраля 2019 года мультсериал «Эволюция черепашек-ниндзя» (1 сезон, 14 серия) эпизод под названием «Late Fee» («Штраф за просрочку»).

### Полнометражный фильм
В июле 2024 года Киностудия 20th Century, запустила разработку фильма по мотивам 24 часа.